# Amato Jazz Trio
L'Amato Jazz Trio è un gruppo musicale jazz siciliano, composto da tre fratelli, Elio Amato, Alberto Amato e Loris Amato.

## Storia

### Gli esordi

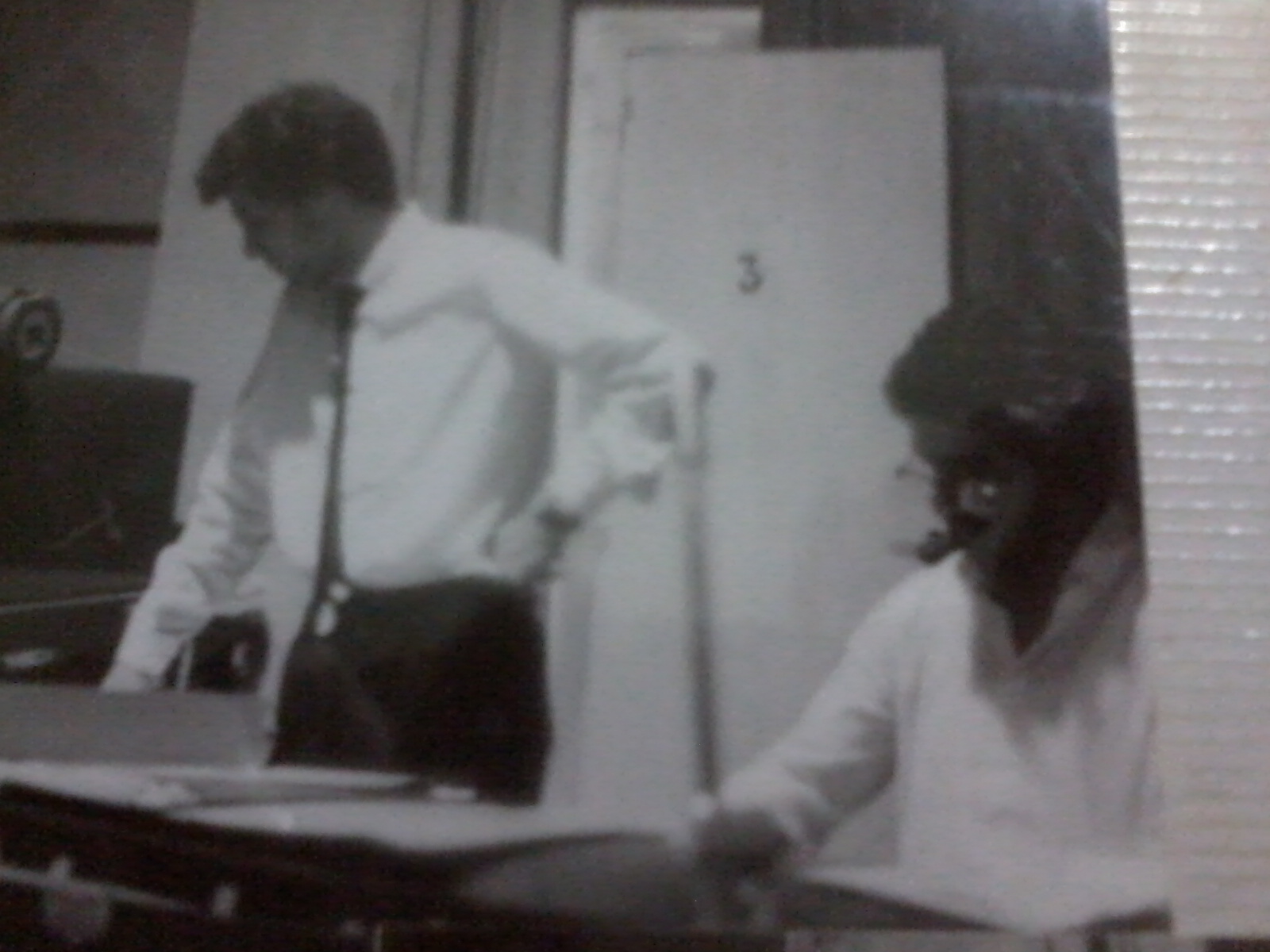
Alberto ed Elio

L'Amato Jazz Trio si forma in Sicilia (Canicattini Bagni, provincia di Siracusa) nel 1979 con i tre fratelli Elio Amato (trombone/flicorno/pianoforte), Alberto Amato (contrabbasso) e Sergio Amato (batteria). Dopo qualche anno di lavoro in prevalenza locale arrivano alcune importanti affermazioni. Nel 1985 e 1986 è gruppo d'apertura ai concerti di Muhal Richard Abrams, Betty Carter e nell'87 a quello di Wynton Marsalis. Suona in concerti con Frank Morgan e Bruce Forman e partecipa al Festival di musica classica e contemporanea di Noto.

### Prime pubblicazioni
Il trio si afferma nell'87 come miglior gruppo acustico al concorso "Indipendenti 87" indetto dalla RAI e dalla rivista Fare Musica e l'anno successivo arriva primo al "Jazz Contest 88" di Milano (Musica Oggi/Corriere Della Sera) selezionato tra oltre cento gruppi partecipanti. Incidono come premio il loro primo disco dal titolo Jazz Contest 88 per l'etichetta Dire e il disco viene premiato dalla SIAE nel 1989.
Nello stesso anno, i fratelli Amato partecipano alle rassegne di Milano "Jazz Musica in Metrò" e "Festival Internazionale del jazz Città di Milano" accanto al Modern Jazz Quartet, M. Petrucciani, Messina Jazz 89, Jazz in Italia capolinea Milano.
Nel 1990 pubblicano Filly mood prodotto da Gianfranco Salvatore e nel '91 suonano a Palermo per "Sud Jazz '91" e a Siena per "Siena Jazz" e per la Gioventù Musicale Italiana.

### Altre pubblicazioni e collaborazioni
Came the maiden bright per la DDD/BMG  viene pubblicato nel 1992 e avvia la collaborazione del Trio con il sassofonista Sandro Satta partecipando insieme a varie rassegne e tournée (Alpheus Jazz Festival Roma '92, Clusone Jazz '93). Nel 1993 il Centro Jazz Calabria invita i fratelli Amato per "Live Accademia del Jazz" incidendo un brano che verrà incluso in un cd compilation dal titolo "Warreniana".
Nel 1994 esce il cd Evening star does shine con il chitarrista Umberto Fiorentino. Nello stesso anno partecipano a Massa Jazz di Massa Lombarda, l'importante festival di Ravenna, e a "Mister Jazz 94".
Nel 1995, il trio è a Jazz Italiano - II Edizione a Finale Ligure. Il 1996 è l'anno d'incisione di Anturium in quartetto col sassofonista Rino Cirinnà per Symphonos Italia e in quartetto suonano per la VII Edizione dei venerdì jazz '96 a Sarteano.
Tra il 1997 e il 2000 il trio effettua tournée in Italia e all'estero. Nel 2002 si esibiscono a Bologna - Cantina Bentivoglio - e a Noto per l'"Extramoenia musiche".
Nel 2003 sono al Cava d'Ispica Jazz Festival e al Jazz Box di Palazzolo Acreide. 
L'ultimo lavoro discografico dell'Amato Jazz Trio, un doppio cd dal titolo Tristano per l'etichetta romana Via Veneto Jazz/Emi, viene pubblicato nel 2004 dopo la prematura scomparsa del batterista Sergio Amato. La rivista Musica Jazz, nell'annuale referendum del Top Jazz 2004, vota nei primi posti Tristano e l'Amato Jazz Trio formazione dell'anno.

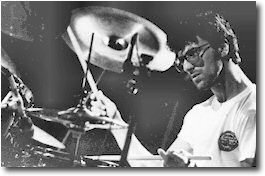
Sergio Amato

### Nuova formazione
Il trio torna ad esibirsi con successo in una nuova formazione con Loris Amato alla batteria, per un concerto tenutosi a Roma presso la sede RAI di via Asiago, il 16 febbraio del 2005, per la trasmissione radiofonica Radiotre Suite Jazz riassumendo 25 anni di attività svolta dai fratelli Amato.
Nell'estate del 2005 il trio ha partecipato a "Special Guest Jazz Soliera Modena 2005", "Legnano Jazz Festival" e "Clusone Jazz 2005".
Il 29 ottobre 2005 ricevono il Siciljazz Award 2005, premio alla discografia istituito dal Brass Group per valorizzare i lavori discografici siciliani del 2004.
A novembre suonano in concerti nella Svizzera italiana e a Umbria Jazz e con la Blue Note Records pubblicano nel 2006 una compilation dal titolo The Italian Way. Suonano poi nel 2007 a Roccella Jonica, nel 2008 alla Catania Jazz Marathon prima edizione, nel 2009 ad Autunno in jazz Polistena, Rassegna Dis/accordo jazz & beyond Palermo, MiKalsa 2009, Radiotre Suite Jazz, Roccella Jazz Festival.
A ottobre 2008 esce Time Pieces for Piano  per l'etichetta Abeat.
Il 4 dicembre nel programma radiofonico Jazzscoltando di Radio Vaticana viene presentato il cd Time Pieces for Piano con un'intervista ad Alberto Amato. Il gruppo viene votato ai primi posti come "Formazione dell'anno" nel Top Jazz 2008 di Musica Jazz. Nel 2010 Pubblicano sempre con l'etichetta Abeat Well, nel 2012 Esce il docu film di Giuseppe di Bernardo Amato Bros Quando il Jazz nasce in Sicilia. Verranno organizzate le proiezioni con concerto a seguire al teatro Vittorio Emanuele di Messina, al Torrione Jazz Club di Ferrara. All'isola d'Elba per Elba Book. Un concerto nella sala A di Via Asiago 10 Per Rai Radio 3 nella trasmissione di Pino Saulo, Jazz Suite dove verrà anche proiettato il docu film. Nel 2013 pubblicano Gliss Man, nel 2018 One Day e nel 2020 I Love "Makkisa" con l'etichetta Abeat. Hanno partecipato a svariati festival: Anagni Jazz Festival, Noto in Jazz, Battiati Jazz Festival,

### Jazz e musica classica
Nel 2009 Il Trio è inserito nella programmazione di due importanti istituzioni di musica classica: 
- ASAM - Associazione Siracusana Amici della Musica stagione 2009
- AFAM - Associazione Floridiana Amici della Musica stagione concertistica 2008/2009

### Ultimi lavori discografici
A ottobre 2010 esce per l'etichetta Abeat Well. Nel numero di marzo 2011 nella rivista Musica Jazz esce, nell'inserto dedicato alla Abeat records, un'intervista ad Alberto Amato e un brano tratto dal cd Well è inserito nel cd allegato Abeat Records Story.
Nel corso del 2013, l'etichetta Abeat pubblica Gliss Man, nel 2018 Pubblica One Day con Elio che oltre al pianoforte ritorna al Trombone e Nel 2020 esce I Love Makkisa.

## Collaborazioni dei singoli componenti
Singolarmente i fratelli Amato hanno collaborato e suonato occasionalmente con numerosi musicisti italiani e stranieri quali: Paolo Fresu, Flavio Boltro, Irio De Paula, Giampiero Prina, Gianni Cazzola, Pietro Tonolo, Fabrizio Bosso, Salvatore Bonafede, Bruce Forman, Bob Berg, Peter Erskine, Mike Mainieri, Stanley Jordan, Joe Lovano, Paul Wertico, Tullio De Piscopo, Keith Tippet e molti altri.

## Discografia
- 1988 - Jazz Contest '88, Dire
- 1990 - Filly Mood, New Sound Planet
- 1992 - Came the maiden bright, DDD/BMG
- 1994 - Evening star does shine, High Tide
- 1998 - Anturium, Splasc(h)
- 2004 - Tristano, Via Veneto Emi
- 2008 - Time Pieces for Piano, Abeat
- 2010 - Well, Abeat
- 2013 - Gliss man, Abeat
- 2018 - One Day. Abeat
- 2020 - I Love "Makkisa" Abeat
- 2023 - Keep Straight On - Abeat

### Partecipazioni in raccolte di AA.VV.
- 1993 - Warreniana (Dedicato a Harry Warren) Live at Accademia del Jazz
- 2006 - The Italian Way – Umbria Jazz Compilation, Umbria Jazz/Blue Note/Emi
- 2011 - Abeat Records Story, Musica Jazz #3 Musica Jazz
- 2012 - Italian Jazz, Vol. 1 (Le 50 migliori tracce)